# HV Sittardia
Le HV Sittardia est un club de handball situé à Sittard, dans la commune de Sittard-Geleen aux Pays-Bas. 
Il s'agit du club le plus titré du Championnat des Pays-Bas avec 18 victoires entre 1966 et 1999.
En 2008, le club fusionne avec le Beekse Fusie Club et le V&L Handbal Geleen pour former l'OCI Limburg Lions Geleen

## Palmarès
- Championnat des Pays-Bas (18) : 1966, 1968, 1969, 1970, 1971, 1972, 1973, 1974, 1975, 1976, 1977, 1979, 1987, 1990, 1993, 1994, 1997, 1999
- Coupe des Pays-Bas (7) : 1979, 1980, 1981, 1984, 1995, 1997, 2001
- Supercoupe des Pays-Bas (5) : 1992, 1994, 1995, 1997, 1999

## Tournoi
Le club organisait un important tournoi international, en collaboration avec le V&L Handbal Geleen et le Beekse Fusie Club regroupant les meilleurs clubs du monde, les Jours du handball du Limbourg, tournoi qu'il remporta une fois.